# American Idiot (musical)
American Idiot è un musical del gruppo punk rock statunitense dei Green Day, ispirato all'omonimo concept album della band, vincitore di un premio Grammy e che ha venduto più di 12 milioni di copie.

## Trama
Il musical si apre con un gruppo di giovani che vivono nella periferia di Jingletown, arrabbiati e stufi della società in cui sono inseriti (American Idiot). Il musical si concentra quindi sui tre protagonisti, legati da una forte amicizia: Johnny (aka Jesus of Suburbia), Will, e Tunny. I tre non ce la fanno più a vivere nel loro contesto sociale (Jesus of Suburbia) così Johnny va a comprare dei biglietti dell'autobus per fuggire dalla città. Al contempo, Will apprende che Heather, la sua fidanzata, è incinta, così Johnny e Tunny partono senza di lui (Holiday)
Mentre Johnny vaga la città e languisce di desiderio per una donna che ha visto attraverso la finestra dell'appartamento (Boulevard of Broken Dreams), Tunny trova difficile adattarsi alla vita urbana: si rende conto che la sua generazione è stata stordita dai media ed è diventata totalmente apatica (Are We the Waiting); viene sedotto da uno spot televisivo per l'esercito e si arruola. Frustrato dalla partenza del suo amico e dalla sua incapacità di trovare una ragazza con la quale divertirsi, Johnny evoca un alter ego ribelle di sé stesso, chiamato "St. Jimmy", e si droga per la prima volta con dell'eroina (St. Jimmy).
La scena verte su Jingletown: Will si siede sul divano ed osserva come la gravidanza della sua ragazza progredisca in fretta. Nel frattempo, Tunny viene spedito in una zona di guerra, dove viene subito ferito con un colpo d'arma da fuoco (Give Me Novacaine). Johnny nota che St. Jimmy gli ha dato tutto quello che ha sempre voluto, ragazze e divertimento, e passa la notte con la ragazza che osservava dalla finestra, che chiama "Whatsername". (Last of the American Girls/She 's a Rebel). Johnny e Whatsername vanno insieme in un club, si drogano assieme ed amoreggiano con tanta passione.
Intanto nasce il bambino di Will, il quale non capisce come Heather si stia sacrificando per il futuro del bambino (Last Night on Earth). Heather si stufa del comportamento di Will, che la ignora e passa tutto il tempo a bere. Quindi, nonostante le proteste di Will, prende il bambino e se ne va (Too Much, Too Soon). Frattanto, in un letto in un ospedale militare (Before the Lobotomy), Tunny soffre di una psicosi da guerra ed ha delle allucinazioni. In seguito si innamora dell'infermiera del suo reparto (Extraordinary Girl).
St. Jimmy riappare ma Johnny lo ignora, contemplando Whatsername mentre dorme. Johnny rimugina sul loro rapporto e le rivela la profondità del suo amore per lei (When It's Time). La tentazione della droga, tuttavia, è troppo grande; Jimmy costringe Johnny a diventarne sempre più schiavo, e giunge a minacciare Whatsername ed alla fine sé stesso con un coltello (Know Your Enemy). Whatsername tenta di parlargli del suo comportamento, ma è rimasta troppo scioccata da come sia andato fuori controllo. Nel frattempo, Tunny guarisce dalle ferite e Will siede sul divano da solo (21 Guns). Successivamente, Johnny e Jimmy lasciano una nota a Whatsername, spiegandole che hanno preferito la droga a lei. Spaventata ed adirata, Whatsername tenta di salvare Johnny, rivelandogli che St. Jimmy non è altro che egli stesso (Letterbomb) e lo lascia.
Sconvolto dalla partenza di Whatsername, Johnny è costretto ad ammettere che la sua vita è stata fondata sul nulla, Tunny vuole tornare a casa e Will rimpiange tutte le cose che ha perso (Wake Me Up When September Ends). St. Jimmy compare e tenta per l'ultima volta Johnny, il quale è ormai maturato e non si lascia più trascinare da quella parte di sé: Jimmy si suicida. Johnny si sistema e trova lavoro, ma ben presto si rende conto che non riesce a trovare un posto per lui in città. Will, tutto solo con la sua televisione, lamenta il suo stato emarginato. Decide dunque di staccarsi dal divano e dirigersi verso il locale 7-Eleven, dove incontra sorprendentemente Johnny, che ha venduto la sua chitarra per trovare i soldi per tornare a casa. Tunny torna mutilato dalla guerra, ma con la sua Extraordinary Girl. Heather riappare col suo nuovo fidanzato e fa tenere il bambino a Will. Dopo un anno, Johnny accetta tutto ciò che gli è capitato e decide di superarlo, guardando al futuro con speranza (Whatsername).
Alla fine del musical, viene eseguito da tutto il cast il brano Good Riddance (Time of Your Life).

## Personaggi
- Johnny È il protagonista della storia. Nel corso del suo viaggio esperimenta il nichilismo, l'abuso di droghe e l'abbandono della sua amata.
- Tunny Amico di Johnny, lo accompagna nel viaggio ma deve partire per la guerra. Ferito in modo serio perde una gamba. Durante la riabilitazione si innamora della sua infermiera.
- Will Amico di Johnny, vorrebbe partecipare al viaggio ma la sua ragazza, Heather, lo informa di essere incinta. Will resta a casa e si imbottisce di alcol e droghe.
- St. Jimmy Spacciatore che si rivela l'alter ego ribelle di Johnny.
- Whatsername Giovane e attraente ragazza che accompagna Johnny nel viaggio. Comprende che la loro relazione la sta distruggendo e decide di abbandonarlo.
- Heather Ragazza incinta di Will, lo lascia per un cantante rock.
- The Extraordinary Girl Infermiera che assiste Tunny nella riabilitazione. I due si innamorano.

## Numeri musicali
La colonna sonora del musical riprende varie tracce dall'album omonimo, American Idiot (incluse le tracce bonus Favorite Son e Too Much, Too Soon), ed altre dall'album seguente, 21st Century Breakdown. Infine, la traccia When It's Time è stata incisa appositamente per l'occasione.

## Produzioni

### Berkeley
American Idiot fu presentato per la prima volta al Berkeley Repertory Theatre, il 15 settembre 2009, e le esibizioni vennero prolungate fino al 15 novembre.

### Broadway
Successivamente, il musical si trasferì a Broadway, al St. James Theatre, dove venne messo in scena il 20 aprile 2010. La produzione costò fra gli 8 ed i 10 milioni di dollari.

### Tour nazionale
L'11 febbraio 2011 è stato annunciato che il musical dei Green Day intraprenderà un tour nazionale negli Stati Uniti.

### Italia
Nel dicembre 2015 STM annuncia l'intenzione di presentare American Idiot in Italia. Green Day’s American Idiot ha debuttato il 21 gennaio 2017 al Teatro Coccia di Novara ed è proseguito dal 26 gennaio 2017 al Teatro della Luna di Assago. Regia di Marco Iacomelli, arrangiamento musicale e orchestrazioni di Tom Kitt, coreografie di Michael Cothren Peña, scene di Gabriele Moreschi, costumi e trucco di Maria Carla Ricotti. Interpreti: Ivan Iannacci (Johnny), Renato Crudo (Tunny), Luca Gaudiano (Will), Mario Ortiz (St. Jimmy), Laura Adriani (Whatsername), Angela Pascucci (Heather), Giulia Dascoli (Extraordinary Girl)

## Cast

### Berkeley
- John Gallagher, Jr. - Johnny
- Tony Vincent - St. Jimmy
- Matt Caplan - Tunny
- Michael Esper - Will
- Rebecca Naomi Jones - Whatsername
- Christina Sajous - The Extraordinary Girl
- Mary Faber - Heather

### Broadway
- John Gallagher, Jr. - Johnny
- Tony Vincent - St. Jimmy
- Stark Sands - Tunny
- Michael Esper - Will
- Rebecca Naomi Jones - Whatsername
- Christina Sajous - The Extraordinary Girl
- Mary Faber - Heather

## Riconoscimenti
American Idiot ha ricevuto 20 candidature, ed è stato premiato in 6 occasioni:
| Anno | Occasione                    | Categoria | Risultato       |
| ---- | ---------------------------- | --- | --------------- |
| 2010 | Broadway.com Audience Awards | Favorite Ensemble Cast                                                                                       | Vincitore/trice |
| 2010 | Broadway.com Audience Awards | Favorite Leading Actor in a Musical: - John Gallagher Jr.                                                    | Vincitore/trice |
| 2010 | Broadway.com Audience Awards | Favorite New Broadway Musical                                                                                | Candidato/a     |
| 2010 | Broadway.com Audience Awards | Favorite Performance by a Featured Actor in a Broadway Musical: - Michael Esper - Stark Sands - Tony Vincent | Candidato/a     |
| 2010 | Broadway.com Audience Awards | Favorite Performance by a Featured Actress in a Broadway Musical: - Rebecca Naomi Jones                      | Candidato/a     |
| 2010 | Broadway.com Audience Awards | Favorite Onstage Pair: - John Gallagher Jr. & Rebecca Naomi Jones                                            | Candidato/a     |
| 2010 | Drama Desk Awards            | Outstanding Director of a Musical: - Michael Mayer                                                           | Vincitore/trice |
| 2010 | Drama Desk Awards            | Outstanding Musical                                                                                          | Candidato/a     |
| 2010 | Drama Desk Awards            | Outstanding Orchestrations: - Tom Kitt                                                                       | Candidato/a     |
| 2010 | Drama League Awards          | Distinguished Production of a Musical                                                                        | Candidato/a     |
| 2010 | Drama League Awards          | Distinguished Performance Award - John Gallagher Jr. - Tony Vincent                                          | Candidato/a     |
| 2010 | Outer Critics Circle Awards  | Outstanding New Broadway Musical                                                                             | Candidato/a     |
| 2010 | Outer Critics Circle Awards  | Outstanding Lighting Design (Play or Musical)                                                                | Vincitore/trice |
| 2010 | Tony Awards                  | Best Scenic Design of a Musical: - Christine Jones                                                           | Vincitore/trice |
| 2010 | Tony Awards                  | Best Lighting Design of a Musical: - Kevin Adams                                                             | Vincitore/trice |
| 2010 | Tony Awards                  | Best Musical                                                                                                 | Candidato/a     |
| 2011 | Grammy Awards                | Best Musical Show Album                                                                                      | Vincitore/trice |